# Anaperus gardineri
Anaperus gardineri är en plattmaskart som först beskrevs av Graff 1911.  Anaperus gardineri ingår i släktet Anaperus och familjen Anaperidae. Inga underarter finns listade i Catalogue of Life.